# Media Factory
A Media Factory (メディアファクトリー; Hepburn: Mediafakutorī), korábban Media Factory, Inc. (株式会社メディアファクトリー; Hepburn: Kabushiki gaisha Mediafakutorī) a japán Kadokawa Corporation kiadóvállalata és márkaneve. A céget 1986. december 1-jén, a Recruit Co., Ltd. leányvállalataként alapították, székhelye a tokiói Sibujában található. A Media Factory volt az egyik legelső animeforgalmazó, mely felszólította a weboldalakat, hogy ne osszanak meg a vállalat által forgalmazott animékhez köthető rajongói feliratokat. A vállalatot 2011. október 12-én 8 milliárd jenért felvásárolta a Kadokawa Corporation. A Media Factory Gekkan Comic Alive néven havi mangamagazint is megjelentet, valamint a MF Bunko J néven light novel-alkiadót is üzemeltet. A Media Factory 2013. október 1-jétől már nem kabusikigaisa-formában működik tovább, mivel a Kadokawa Corporation a Kadokawa név alá összevonta azt az ASCII Media Works, a Chukei Publishing, az Enterbrain, a Fujimi Shobo, a Kadokawa Gakugei Shuppan, a Kadokawa Production és a Kadokawa Shoten kiadókkal, a Media Factory márkacégként működik tovább.

## Magazinok
- Comic Alpha (szeinen havilap, 1998. március 7–1999.)
- Comic Cune (jonkoma havilap, 2015. augusztus 27–napjainkig)
- Da Vinci (általános irodalmi havilap, 1994–napjainkig)
- Gekkan Comic Alive (szeinen havilap, 2006. június 27–napjainkig)
- Gekkan Comic Flapper (szeinen havilap, 1999. november 5–napjainkig)
- Gekkan Comic Gene („lányoknak szóló sónen” havilap, 2011. június 15–napjainkig)

## Animék
- Aoi hana
- Aka-csan to boku
- Akane Maniax
- Aquarion Evol
- Aquarion Logos
- Asza made dzsugjó chu!
- Absolute Duo
- Ajakasi
- Aria sorozat
- Ikoku meiro no Croisée: The Animation
- Icsiban uiro no daimaó
- Ikkitószen sorozat
- Infinite Stratos
- Valkyrie Drive: Mermaid
- Vandread
- MM!
- Overlord
- Ókami kakusi
- Ókami-szan to nana-ri no nakamatacsi
- Oku-szama va mahó sódzso
- Osiete! Galko-csan
- Otome va boku ni koisiteru: Futari no Elder
- Onii-csan dakedo ai szae areba kankei nai jo ne!
- Oretacsi ni cubasza va nai
- Gabriel Dropout
- Kanokon
- Gad Guard
- Kamigami no aszobi
- Kamiszama Dolls
- Glass no kamen
- Gankucuó
- Gunslinger Girl sorozat
- Kimi ga nozomu eien
- Gift: Eternal Rainbow
- Cuticle tantei Inaba
- Gin-iro no kami no Agito
- Kin-iro Mosaic sorozat
- Queen’s Blade sorozat
- Gugure! Kokkuri-szan
- Kudzsibiki Unbalance sorozat
- Kuma miko
- Kurau: Phantom Memory
- Gekidzsóban Aquarion
- Gekkan sódzso Nozaki-kun
- Gensiken sorozat
- Kenzen Robot Daimidaler
- Corpse Party: Tortured Souls – Bógjaku szareta tamasii no dzsukjó
- Koiken! Vatasitacsi anime ni natcsatta!
- Koi szuru tnsi Angelique sorozat
- Kófuku Graffiti
- Kono aozora ni jakuszoku vo: Jókoszo cugumi rjó e
- Kono naka ni hitori, imóto ga iru!
- Atasincsi 3D: Atasincsi dzsónecu no csó – Csó nórjoku haha dai bószó!
- Servamp
- Szaikin, imóto no jószu ga csotto okasiin da ga
- Szaidzsaku muhai no Bahamut
- Szakuraszó no Pet na kanodzso
- Szaszameki koto
- Szaraija gojó
- Shining Tears X Wind
- Le Chevalier D’Eon
- Dzsúsin enbu: Hero Tales
- Sukufuku no Campanella
- Sónen Asibe Go! Go! Goma-csan
- Steins;Gate
- Joker Game
- School Rumble sorozat
- Sketchbook: Full Color’s
- Stella no mahó
- Strawberry Panic
- Szumeba mijako no Cosmos-szó szuttoko taiszen Dokkoida
- Szeiken cukai no World Breaker
- Szeiken no Blacksmith
- Szeikoku no Dragonar
- Szeirei cukai no Bladedance
- Szekkó Boys
- Zero no cukaima sorozat
- Szenran kagura
- Szószei no Aquarion
- Soul Eater
- Soul Eater Not!
- Divergence Eve
- Taszogare otome×Amnesia
- Tajutama: Kiss on my Deity
- Dance in the Vampire Bund
- Csódzsigen Game Neptune
- Csódzsúsin Gravion
- Chocotto Sister
- Cujokiss Cool×Sweet
- Diabloik Loves sorozat
- D-Frag!
- Devil May Cry
- Tenbacu! Angel Rabbie
- Denszecu no júsa no denszecu
- Tokkó
- Dódzsin Work
- Tonari no Szeki-kun
- Tono to isso sorozat
- Najica dengeki szakuszen
- Narue no szekai
- New Game!
- Nórin
- Noein: Mó hitori no kimi e
- No Game No Life
- Nobunaga the Fool
- Non non bijori sorozat
- High School DxD sorozat
- Hybrid Child
- Baka to Test to sókandzsú sorozat
- Hagure júsa no Aesthetica
- Happiness!
- Bakurecu tensi
- Hand Shakers
- Pan de Peace!
- Pandora Hearts
- Hidan no Aria sorozat
- Hitohira
- Hjakka rjóran: Samurai Girls sorozat
- Hjakko
- Phantom: Requiem for the Phantom
- Pugjuru
- Puchimas! Petit Idolmaster sorozat
- Bubuki/Buranki
- Freezing sorozat
- Prism Ark
- Prince of Stride Alternative
- Princess Lover!
- Brave 10
- Hetalia sorozat
- Petopeto-szan
- Hentai ódzsi to varavanai neko
- Boku va tomodacsi ga szukunai sorozat
- Hosi vo ó kodomo
- Mouse
- Macademi vassoi!
- Masiroiro Symphony
- Machine-Doll va kizucukanai
- Madan no ó to Vanadis
- Mahó szenszó
- Maria Holic sorozat
- Mikagura School Suite
- Micsiko to Hatcsin
- Medaka Box sorozat
- Mucu enmei-rjú gaiden: Sura no toki
- Mószó kagaku Wandaba Style
- UFO Princess Valkyrie sorozat
- Jurikuma arasi
- Jódzso szenki
- RahXephon
- Rakudai kisi no Chivalry
- Re:Zero kara hadzsimeru iszekai szeikacu
- Renkin 3-kjú Magical? Pokán
- Log Horizon
- Vatasi ga motenai no va dó kangaetemo omaera ga varui!
- Wandaba Style

## Doramák
- Tevang Szedzsong (koreai dorama)